# Verdrag nopens de wetten en gebruiken van de oorlog te land (1899)
Het Verdrag nopens de wetten en gebruiken van de oorlog te land is een op 29 juli 1899 tijdens de Eerste Haagse Vredesconferentie tot stand gekomen verdrag dat als doel had het bestaande oorlogsrecht te codificeren. In 1907 kwam er een nieuwe versie tot stand, het Verdrag nopens de wetten en gebruiken van de oorlog te land van 1907, welke tussen voor de partijen het oude verdrag verving. Het verdrag van 1899 en 1907 en de aangehechte reglementen zijn nog steeds twee van de voornaamste bronnen van het internationaal humanitair recht en de meeste verdragsbepalingen maken deel uit van het internationaal gewoonterecht. In de preambule van het verdrag staat de Martens-clausule, die de bevolking en oorlogvoerende partijen bescherming biedt bij situaties die niet in het verdrag zijn voorzien.

## Geschiedenis
Een van de punten van het programma van de Haagse Vredesconferentie was de herziening van de op 27 augustus 1874 in Brussel tot stand gekomen Verklaring betreffende de wetten en gebruiken van den oorlog (Verklaring van Brussel). Deze Verklaring had ook tot doel het oorlogsrecht te codificeren, maar is om meerdere redenen nooit ondertekend of geratificeerd, waardoor het niet in werking is getreden. Desalniettemin, vonden de beginselen uit de verklaring hun weerklank in diverse nationale wetboeken en de door het Institut de Droit International opgestelde Oxford-handleiding. De Verklaring van Brussel heeft ook een grote uitwerking op het Haagse verdrag gehad. Het bijgevoegde reglement volgt op hoofdpunten de verklaring. Daarnaast hebben een hoop bepalingen uit de verklaring redactionele wijzigingen ondergaan en heeft men enkele bepalingen die betrekking hebben op de bezetting van grondgebied nader omschreven. Tot slot kent het reglement ook enkele bepalingen die niet in de verklaring staan, voornamelijk met betrekking tot krijgsgevangenen.

## Het verdrag
Het verdrag heeft in het eerste artikel een verplichting aan alle partijen om hun krijgsmachten te voorzien van voorschriften die overeenkomen met de bepalingen uit het reglement. Artikel 2 bevat een clausula si omnes, een bepaling die bepaalt dat het verdrag alleen van toepassing is indien alle partijen bij een conflict toegetreden zijn tot het verdrag. Mede door deze clausule was het verdrag niet van toepassing tijdens de Eerste en Tweede Wereldoorlog. Artikel 3 tot en met 5 van het verdrag bevatten bepalingen over de ratificatie, toetreding en opzegging van het verdrag.

### Martens-clausule
In afwachting dat een meer volledig wetboek van de wetten van den oorlog kan worden uitgevaardigd, achten de Hooge Contracteerende Partijen het nuttig te verklaren, dat in de gevallen, welke niet begrepen zijn in de door Haar aangenomen reglementaire bepalingen, de bevolkingen en de oorlogvoerenden verblijven onder de bescherming en de heerschappij der beginselen van het volkenrecht, zooals die voortvloeien uit de tusschen beschaafde volken gevestigde gebruiken, de wetten der menschelijkheid en de eischen van het openbare rechtsbewustzijn.

De Martens-clausule is een passage (vernoemd naar zijn bedenker Friedrich Fromhold Martens) uit de preambule die bedoeld was als compromis tussen de partijen dat zag op de status van franc-tireurs. Deze franc-tireurs werden door veel grootmachten als illegale strijders gezien, die als zij gevangen werden genomen direct standrechtelijke geëxicuteerd mochten worden; anderen (waaronder België) zagen ze echter als legitieme combattanten die het recht hadden op krijgsgevangenenstatus. Hoewel de franc-tireurs niet in het verdrag werden genoemd, zorgde de Martens-clausule ervoor dat de kwestie niet als definitief beslecht kon worden aangemerkt. 
Hoewel de status van guerrilla's tegenwoordig in het Eerste Aanvullend Protocol bij de Conventies van Genève is geregeld, blijft de clausule nog steeds relevant. Zij verwoordt namelijk het beginsel dat, in het internationaal humanitair recht, handelingen die door een verdrag niet zijn verboden daardoor niet per definitie toegestaan zijn. De oorlogshandelingen blijven onderworpen aan het internationaal gewoonterecht, de wetten der menselijkheid en de eisen van het openbare rechtsbewustzijn. Daarvan is alleen het internationaal gewoonterecht een algemeen aanvaarde rechtsbron. Echter, zowel het Internationaal Gerechtshof als het Joegoslaviëtribunaal hebben zich meermaals uitgelaten over de wetten der menselijkheid. Slechts van de eisen van het openbare rechtsbewustzijn is het onduidelijk of, en in hoeverre, deze een aanvaarde rechtsbron zijn.

### Het reglement
Het belangrijkste gedeelte van het verdrag is het reglement, dat alle specifieke regels voor de oorlogsvoering bevat. Het reglement wordt ook wel aangeduid als het Landoorlogreglement van 1899. Een van de grote veranderingen ten opzichte van de Verklaring van Brussel was dat alle onderwerpen in het reglement thematisch verdeeld zijn in afdelingen en hoofdstukken.
In de eerste afdeling, hoofdstuk I is opgesomd wie wel en geen combattantenstatus toekomt. Het tweede hoofdstuk bevat bepalingen met betrekking tot de rechten en plichten van krijgsgevangenen. De verzorging van zieken is het onderwerp van het derde hoofdstuk, daarin wordt verwezen naar de Geneefse conventie van 1864. In de tweede afdeling staan de manieren en methoden van oorlogsvoering centraal. Artikel 22 bevat een belangrijke bepaling die de partijen erop wijst dat niet alle middelen geoorloofd zijn in de oorlog. Artikel 23 bevat enkele bijzondere verbodsbepalingen, met onder andere een verbod op het gebruik van gif, het geven van geen kwartier en het gebruik van wapens die onnodig lijden veroorzaken. In artikel 25 is een verbod opgenomen om een plek die niet verdedigd wordt aan te vallen of te bombarderen en artikel 27 verbindt de partijen om alle noodzakelijke maatregelen te nemen om geen speciale gebouwen (bijvoorbeeld culturele gebouwen, ziekenhuizen) te vernielen. Artikel 28 bevat een verbod om een ingenomen plaats te plunderen. Hoofdstuk III bevat vervolgens enkele speciale regels over spionnen, hoofdstuk IV over overgaven en hoofdstuk V regelt de wapenstilstand.
Afdeling III bevat regels over de bezetting van het grondgebied van een vijand. Deze regels zijn, voor zover er niet in het landoorlogreglement van 1907 vanaf geweken wordt, nog steeds relevant. Grondgebied is bezet indien het zich feitelijk onder het gezag van een vijandelijk leger bevindt (artikel 42). De bezetter dient alle maatregelen te nemen om de openbare orde en het openbaar leven te herstellen en dient bovendien de in het land geldende wetten te respecteren (artikel 43). Conform artikel 44 mag men de bevolking van een bezet gebied niet tegen de eigen staat laten vechten. Artikel 50 verbiedt het collectief straffen van een bevolking. De vierde en laatste afdeling bevat tot slot enkele regels met betrekking tot de gewonden en gevangen onderdanen van neutrale mogendheden.

## Internationaal gewoonterecht
De si-omnesbepaling uit het tweede artikel van het verdrag bepaalt dat het reglement alleen geldt indien alle strijdende partijen het verdrag bekrachtigd hebben. Indien een van de strijdende partij geen verdragspartij is, dan geldt het reglement in het geheel niet. Dit had als gevolg dat de bepalingen van het reglement tijdens de twee wereldoorlogen niet van toepassing was, omdat niet alle strijdende partijen tot het verdrag hadden bekrachtigd. Het Internationale Militaire Tribunaal verwierp in 1946 dit verweer in het Proces van Neurenberg. De bepalingen uit het reglement werden volgens het tribunaal, ten tijde van het uitbreken van de Tweede Wereldoorlog in 1939, namelijk door alle beschaafde naties erkend, zodat zij een weerspiegeling vormden van het geldende internationaal gewoonterecht en daarom verbindend was voor alle strijdende partijen. Ook het Internationaal Gerechtshof oordeelde dat de bepalingen van het verdrag onderdeel uitmaken van het internationaal gewoonterecht De regels zijn daarom ook bindend voor staten die geen verdragspartij zijn.

## Verhouding met het reglement van 1907
Tijdens de tweede Haagse vredesconferentie van 1907 werden de regels van het verdrag en bijbehorende reglement op punten herzien en uitgebreid. Het reglement van 1907 bevat naast vele kleine tekstuele wijzigingen ook enkele grote en minder grote toevoegingen. De grootste wijziging is ongetwijfeld de verwijdering van de oude vierde afdeling (betreffende neutrale mogendheden) die overgeplaatst werden naar een nieuw Verdrag nopens de rechten en verplichtingen der onzijdige Mogendheden en personen in geval van oorlog te land. Voor de rest zijn verschillende inhoudelijke wijzigingen aangebracht in de artikelen 2, 5, 6, 14, 17, 21, 23, 25, 27, 44, 52, 53 en 54.
Omdat de bepalingen van de verdragen (net als de belangrijkste bepalingen van de verdragen van de Haagse Vredesconferenties van 1899 en 1907) worden beschouwd als regels van het internationaal gewoonterecht, zijn zij ook bindend voor staten die formeel geen verdragspartij zijn.

## Verhouding met de Geneefse verdragen
In 1864 werd het eerste verdrag van Genève ondertekend. Het verdrag bevatte slechts tien artikelen en zag alleen op de behandeling van slachtoffers op het slagveld. Het reglement van het 'Verdrag nopens de wetten en gebruiken van de oorlog te land' verwijst drie keer direct naar het verdrag: artikel 21 en 60 verwijzen voor de verzorging van zieken en gewonden naar de regels van het Geneefse verdrag, en artikel 23 verbiedt het onrechtmatige gebruik van het onderscheidingsteken van het Verdrag van Genève (het Rode Kruis). Doordat het Haagse verdrag voor de behandeling van de slachtoffers van de oorlog verwijst naar het Geneefse verdrag, en zelfs voornamelijk regels kent betreffende de manieren en methoden van oorlogsvoering, wordt er in het internationaal humanitair recht doorgaans een onderscheid gemaakt tussen het recht van Den Haag (methoden en middelen van oorlogsvoering) enerzijds en het recht van Genève (slachtoffers van oorlog) anderzijds.

### Verdrag van Genève betreffende de behandeling van krijgsgevangenen
De Eerste Wereldoorlog bracht verschillende tekortkomingen van de bepalingen over de behandelingen van krijgsgevangenen in het Landoorlogreglement aan het licht. Zulke tekortkomingen werden gedurende de oorlog opgevangen door bilaterale overeenkomsten tussen de strijdende partijen. Na de oorlog werd in 1921 een conferentie in Genève gehouden die als doel had de regels over krijgsgevangenen te herzien. De uitkomst was het Verdrag van Genève betreffende de behandeling van krijgsgevangenen van 1929 die de bepalingen uit het Haagse verdrag verder ontwikkelde en aanvulde.
Omdat het Geneefse verdrag van 1929 niet door de Soviet Unie was ondertekend, gold het verdrag ten tijde van de Tweede Wereldoorlog enkel tussen de Asmogendheden en de Westerse geallieerde mogendheden. Tussen Asmogendheden en de Soviet Unie golden nog steeds de bepalingen uit het Haagse Landoorlogreglement. Het Geneefse verdrag van 1929 werd in 1949 herzien door middel van de Derde Geneefse Conventie.

### Verdrag van Genève betreffende de bescherming van burgers in oorlogstijd
Al tijdens de Eerste Wereldoorlog bleek dat de bepalingen van het Landoorlogreglement tekort schoten in de bescherming van burgers in bezette gebieden. Een ontwerpverdrag werd door het Internationale Rode Kruis opgesteld maar kon door het uitbreken van de Tweede Wereldoorlog niet behandeld worden en werd daardoor uitgesteld. Na de Tweede Wereldoorlog werd het ontwerpverdrag weer opgepakt wat in 1949 leidde tot de totstandkoming van Verdrag van Genève betreffende de bescherming van burgers in oorlogstijd. Het verdrag bepaalt in artikel 154 dat het de bepalingen van het Haagse Reglement niet vervangt, maar deze juist aanvult. De bepalingen over het vijandelijke bezettingsrecht (artikelen 42-56) blijven daardoor onverminderd van belang in het huidige internationaal humanitair recht en vormen onderdeel van het internationaal gewoonterecht.

### Aanvullende protocollen bij de Verdragen van Genève
De regels uit het Landoorlogreglement zijn in 1977 bevestigd en verder uitgebreid in eerste en tweede Aanvullend Protocol bij de Verdragen van Genève van 12 augustus 1949. De aanvullende protocollen zijn de eerste overeenkomsten die het 'recht van Den Haag' en het 'recht van Genève' in een verdrag combineren. Omdat deze protocollen niet door alle staten zijn ondertekend, blijven de bepalingen over de methoden en middelen van oorlogsvoering (artikelen 22-28) en over spionnen (artikelen 29-31) nog steeds relevant voor staten die geen partij zijn bij de aanvullende protocollen van 1977.